# Paracyathus pulchellus
Espèce
Synonymes
- Caryophyllia (Caryophyllia) sinuosa Duchassaing, 1870[1]
- Cyathina pulchella Philippi, 1842 - protonyme[1]
- Cyathina striata Philippi, 1842[1]
- Paracyathus africanus Duncan, 1878[1]
- Paracyathus agassizii Duncan, 1873[1]
- Paracyathus confertus Pourtalès, 1868[1]
- Paracyathus costatus Duncan, 1878[1]
- Paracyathus defilippi Duchassaing & Michelotti, 1860[1]
- Paracyathus insignis Duncan, 1878[1]

Statut CITES
Paracyathus pulchellus est une espèce de coraux de la famille des Caryophylliidae.